# Zentrum Wald-Forst-Holz Weihenstephan

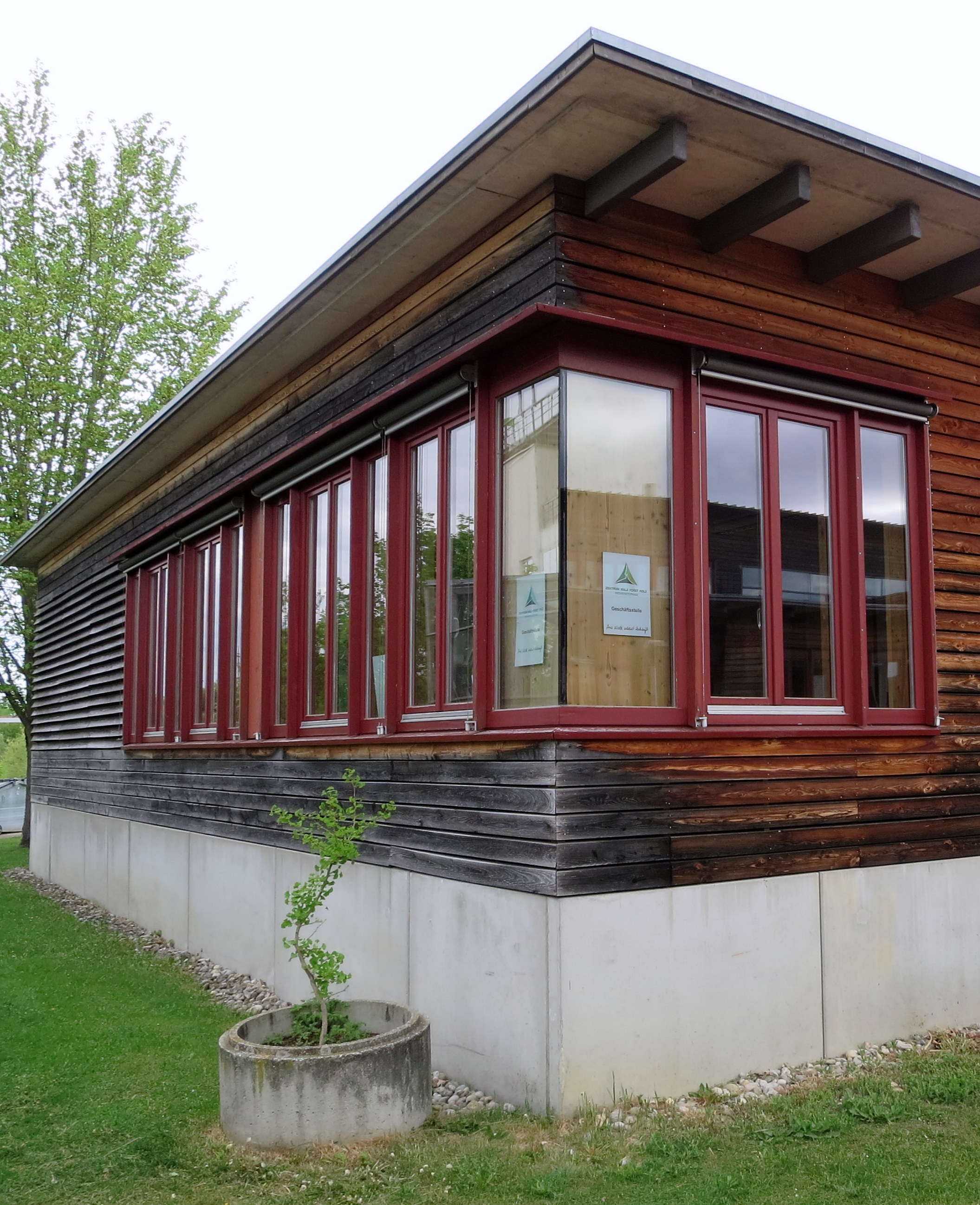
Büro am Carl-von-Carlowitz-Platz

Das Zentrum Wald-Forst-Holz Weihenstephan, das im nördlichen Teil des Campus Freising-Weihenstephan liegt, ist ein forstliches Kompetenzzentrum der drei Partner "Studienbereich Forstwissenschaft und Ressourcenmanagement" der Technischen Universität München (TUM), "Fakultät Wald und Forstwirtschaft" der Hochschule Weihenstephan-Triesdorf (HSWT) und "Bayerische Landesanstalt für Wald und Forstwirtschaft" (LWF) als Forschungsbehörde der Bayerischen Forstverwaltung. Das Zentrum soll Kompetenzen und Ressourcen in Forschung, Lehre, Beratung und Wissenstransfer bündeln und Synergieeffekte freisetzen.

## Organisation
Das Zentrum Wald-Forst-Holz Weihenstephan ist eine institutionelle Kooperation. In der Kooperationsvereinbarung vom 8. Mai 2003 haben die drei Partner ihre Zusammenarbeit vereinbart.
Lenkungsgremium des Zentrums ist der Koordinierungsrat, dem je zwei Mitglieder der drei Partner angehören. Sein Vorsitzender ist der Leiter des Zentrums. Die Position des Leiters wechselt alle zwei Jahre zwischen den Partnerinstitutionen. Eine Geschäftsstelle unter Leitung eines Geschäftsführers übernimmt zentrale Management- und Supportaufgaben und setzt die Beschlüsse des Koordinierungsrates um.
Der Förderverein Zentrum Wald-Forst-Holz Weihenstephan e.V. ist ein gemeinnütziger Verein zur Förderung der forstlichen Forschung, des Wissenstransfers in die Praxis und der Verbreitung von Waldwissen in der Gesellschaft. Ziel des Vereins ist es, Foren zu unterstützen, in denen sich Wissenschaftler, Praktiker und Laien über forstliche Themen austauschen und der Wissensbedarf der Praxis ermittelt wird.

## Partner
- Technische Universität München – Studienbereich Forstwissenschaft und Ressourcenmanagement der School of Life Sciences
Hier erfolgt Grundlagenforschung in forstlichen Disziplinen sowie die Vermittlung von Methodenkompetenz und Systemverständnis.
- Hochschule Weihenstephan-Triesdorf – Fakultät Wald und Forstwirtschaft
Die Fakultät bietet neben Forschung auch die berufsbegleitende Fort- und Weiterbildung in der Wald- und Forstwirtschaft an.
- Bayerische Landesanstalt für Wald und Forstwirtschaft – Sonderbehörde der Bayerischen Forstverwaltung
Ziele sind Forschung und Methodenentwicklung, Monitoring und Inventuren sowie die Beratung und Wissensvermittlung.

## Aufgaben
Als zentraler Ansprechpartner im Bereich Wald, Forst und Holz bildet das Zentrum Wald-Forst-Holz Weihenstephan die Schnittstelle zwischen Wissenschaft und Praxis und bündelt die forstliche Forschung am Hochschulstandort Freising-Weihenstephan. Somit wird die Zusammenarbeit innerhalb der drei Partnerinstitutionen sowie externen Einrichtungen im Bereich Forst gefördert und es können gemeinsame Forschungsprojekte initiiert und koordiniert werden.
Das Zentrum Wald-Forst-Holz Weihenstephan ermittelt und beantwortet Fragen aus der Praxis und vermittelt gewonnene wissenschaftliche Ergebnisse anschließend an die Industrie und die breite Öffentlichkeit.
Mit Ergebnissen aus Forschung und Dauererhebungen soll das Forstzentrum Beiträge zum Klimaschutz, zur Vermeidung von Waldschäden, zur nachhaltigen Forstwirtschaft, zu Waldbau und Forstplanung, Holzernte, Logistik und Holzvermarktung, Wildtierökologie, zur Lösung betriebswirtschaftlicher Fragen und zur Forstpolitik leisten.

## Ziele
Die Ergebnisse aus der fächerübergreifenden und wissenschaftlichen Grundlagenforschung aus der Praxis können in die Lehre mit einfließen und in der Beratung dienlich sein. Ein Vorteil sei, dass dabei Wissen sowie die Ressourcen der drei forstlichen Institutionen gebündelt werden und damit effektiver zu einer nachhaltigen und zukunftsgerechten Waldwirtschaft beigetragen werden kann. Weitere Ziele des Forstzentrums sind die Sensibilisierung der Politik und Öffentlichkeit für den Forstsektor und die Etablierung als ein zentraler Ansprechpartner für alle Fragen zu Wald, Forst und Holz für alle relevanten Zielgruppen. Durch das Netzwerk soll ferner die Außenwirkung verbessert und Doppelforschung vermieden werden.